# منجاق تپه
منجاق تپه  مربوط به سده ۳ تا ۱۰ ق است و در شهرستان قوچان، روستای ناوخ واقع شده و این اثر در تاریخ ۸ مرداد ۱۳۸۱ با شمارهٔ ثبت ۵۹۴۳ به‌عنوان یکی از آثار ملی ایران به ثبت رسیده است.